# Місаель Пастрана
Місаель Едуардо Пастрана Борреро (ісп. Misael Eduardo Pastrana Borrero; 14 листопада 1923 — 21 серпня 1997) — колумбійський правник і політик, двадцять третій президент Колумбії.

## Біографія
Народився 1923 року в місті Нейва. Освіту здобував у Понтифікальному університеті імені Франциска Ксав'єра в Боготі й Інституті Феррі в Римі.
За президентства Маріано Оспіни Переса був його особистим секретарем. В 1960—1961 роках очолював міністерство громадських робіт, у вересні-листопаді 1961 — міністерство фінансів, а в 1966—1968 — міністерство внутрішніх справ. Від 1968 до 1970 року був послом Колумбії в США.
1970 року здобув перемогу на президентських виборах, результати яких піддали сумніву прибічники колишнього диктатора Густаво Рохаса Пінільї та створили організацію «Рух 19 квітня», яка впродовж тривалого часу вела збройну боротьбу проти уряду. Період президентства Пастрани відзначився ускладненням економічної ситуації.
Вийшов у відставку після завершення президентського терміну 1974 року. Помер 1997 року в Боготі.